# Obeckov
Obeckov – wieś (obec) na Słowacji położona w kraju bańskobystrzyckim, w powiecie Veľký Krtíš. Pierwsze wzmianki o miejscowości pochodzą z 1323 roku.
Według danych z dnia 31 grudnia 2012 roku, wieś zamieszkiwały 493 osoby, w tym 244 kobiety i 249 mężczyzn.
W 2001 roku rozkład populacji względem narodowości i przynależności etnicznej wyglądał następująco:
- Słowacy – 96,2%
- Czesi – 0,21%
- Romowie – 1,69%
- Węgrzy – 1,69%

Ze względu na wyznawaną religię struktura mieszkańców kształtowała się w 2001 roku następująco:
- Katolicy rzymscy – 88,4%
- Grekokatolicy – 0,84%
- Ewangelicy – 8,65%
- Ateiści – 2,11%